# Joséphine Pagnier
Joséphine Pagnier (Pontarlier, 4 giugno 2002) è una saltatrice con gli sci francese.

## Biografia
La Pagnier, attiva in gare FIS dal febbraio del 2015, ha esordito in Coppa del Mondo il 15 dicembre 2018 a Prémanon (30ª) e ai Campionati mondiali a Seefeld in Tirol 2019, dove è stata 31ª nel trampolino normale e 7ª nella gara a squadre. Ai Mondiali di Oberstdorf 2021 si è classificata 16ª nel trampolino normale e 22ª nel trampolino lungo; l'anno dopo ai XXIV Giochi olimpici invernali di Pechino 2022, sua prima presenza olimpica, si è piazzata 11ª nel trampolino normale e il 27 febbraio seguente ha conquistato a Hinzenbach il primo podio in Coppa del Mondo (3ª). Ai Mondiali di Planica 2023 è stata 13ª nel trampolino normale, 14ª nel trampolino lungo e 7ª nella gara a squadre; il 3 dicembre dello stesso anno ha conquistato a Lillehammer la prima vittoria in Coppa del Mondo. Ai Mondiali di Trondheim 2025 si è classificata 12ª nel trampolino normale, 20ª nel trampolino lungo e 9ª nella gara a squadre mista.

## Palmarès

### Mondiali juniores
- 2 medaglie:
  - 1 argento (individuale a Lahti/Vuokatti 2021)
  - 1 bronzo (gara a squadre a Kandersteg/Goms 2018)

### Coppa del Mondo
- Miglior piazzamento in classifica generale: 7ª nel 2024
- 4 podi (individuali):
  - 2 vittorie
  - 1 secondo posto
  - 1 terzo posto

#### Coppa del Mondo - vittorie
| Data             | Località    | Nazione  | Trampolino                 |
| ---------------- | ----------- | -------- | -------------------------- |
| 3 dicembre 2023  | Lillehammer | Norvegia | Lysgårdsbakken HS140       |
| 15 dicembre 2023 | Engelberg   | Svizzera | Gross-Titlis-Schanze HS140 |